# Jehuda Halewi

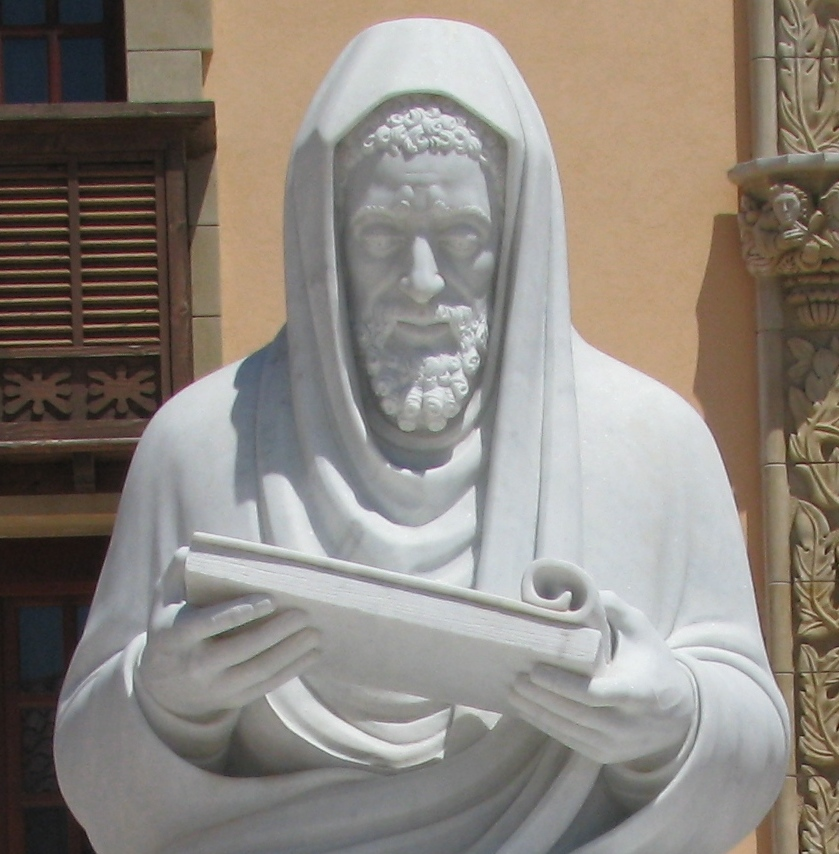
Popiersie Jehudy Halewi.

Jehuda Halewi (hebr.: יהודה הלוי; arab.: يهوذا هاليفي; ur. 1075; zm. 1141) był żydowskim lekarzem, poetą i filozofem mieszkającym w Hiszpanii. Urodził się w Toledo albo w Tudeli, a zmarł w ziemi Izrael. Pochodził z zamożnej rodziny. Niewiele wiadomo o jego życiu prywatnym. Uważany jest za jednego największych poetów hebrajskich. Cenione są zarówno jego religijne, jak i świeckie wiersze. Wiele z nich śpiewanych jest do dzisiaj w żydowskiej liturgii. Jego najważniejszym dziełem filozoficznym jest Kuzari. Wiersze pisał po hebrajsku, a dzieła filozoficzne po arabsku. Jego twórczość należy do złotego okresu kultury żydowskiej w Hiszpanii.